# Government Accountability Office

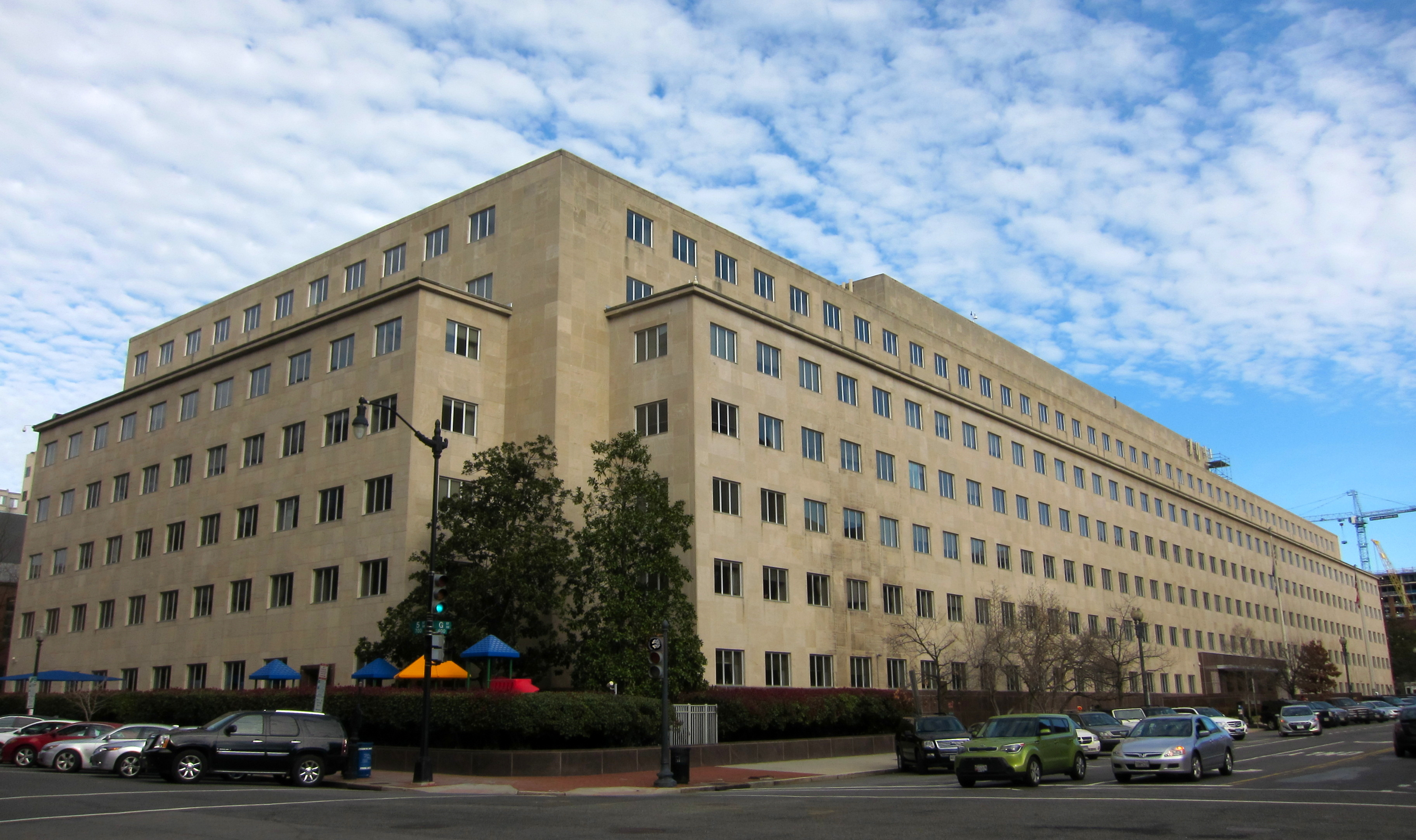
Huvudkontorsbyggnaden

Government Accountability Office (förkortning: GAO) är en amerikansk federal myndighet som lyder direkt under kongressen, och har till uppgift att oberoende granska och undersöka verksamheten (revision) i hela den federala statsmakten, huvudsakligen i den verkställande grenen av den federala statsmakten, det vill säga presidenten och de federala departement och fristående myndigheter som sorterar därunder. 

## Namn
Myndigheten upprättades genom lag med namnet General Accounting Office i juni 1921 och den behöll det namnet fram till 2004 då det nuvarande namnet fastslogs.
Ordet Government har i USA inte samma betydelse som i Europa där det har betydelsen regering, utan det avser snarare staten, eller mer specifikt den federala statsmakten, i sin helhet.

## Ledning och ansvar
GAO:s chef har titeln Comptroller General of the United States och denne utnämns av Presidenten, med senatens råd och samtycke, på en icke förnybar ämbetstid som är 15 år lång. Presidenten har att välja bland en lista på tre namn som framtagits av en nämnd som består av 8 framträdande kongressledmöter från bägge kamrar och från de båda partierna. Presidenten kan inte avskeda chefen för GAO - det kan enbart kongressen göra genom riksrättsåtal eller genom att anta en samfälld resolution.
GAO har i USA kommit att kallas för "kongressens vakthund" eller "skattebetalarnas bäste vän" för sina grundliga och återkommande revisioner som ofta avslöjat ineffektivitet och slöseri med federala skattemedel. Nyhetsmedia brukar uppmärksamma vad som framkommit i GAO:s publicerade rapporter. Kongressledamöter brukar ofta hänvisa till GAO-rapporter i debatter i pleni, vid utskottsmöten samt vid presskonferenser.

## Myndigheter med motsvarande funktion utanför USA
GAO:s funktion som en oberoende granskare under en lagstiftande församling motsvaras i Sverige av Riksrevisionen. Båda är medlemmar i International Organization of Supreme Audit Institutions (INTOSAI).